# Бахтіари
Бахтіар або Бахтіяри (перс. بختیاری) — група племен Південно-Західного Ірану, що живуть головним чином в провінціях Чегармехаль і Бахтіарія, Ісфахан, східних частинах Лурестану та Хузестану, а також в районах Тегерана, Кум і в історичній області Хорасан. Є одним з двох найбільших (поряд з кашкайцями) племен Ірану.

## Історія
Саме слово «бахтіар» має древньоіранське походження та розповсюджено серед іранських народів як ім'я власне. Назва «бахтіар» як найменування одного з племен Загросу вперше виявляється в хроніках XVI—XVII століть Шереф-хана Бідлісі та Іскандер-бека Мунші Туркоман. У хроніці «Шерефнаме» згадується плем'я бахтіарвенд, яке в X столітті у складі інших племен переселилося з Сирії на територію Загросу . В епоху правління Сефевідів бахтіари стали одним з найсильніших племен півдня Ірану.
Бахтіар вважаються древнім населенням Ірану, які колись населяли його південно-західні райони ще до арабських завоювань. В іранській міфології бахтіари вважають себе нащадками Фаридуна, легендарного героя національного перського епосу «Шахнаме». Протягом своєї історії включали різні етнічні елементи (семітські, тюркські та ін.). Об'єднання племен бахтіар виникло, мабуть, в XII—XIII століттях. Остаточно включені до складу іранської держави в XVIII столітті. У XX столітті посилився процес етнічної консолідації бахтіаров. Бахтіари споріднені лурам, близькі курдам. (Грантовський 1971: 293)

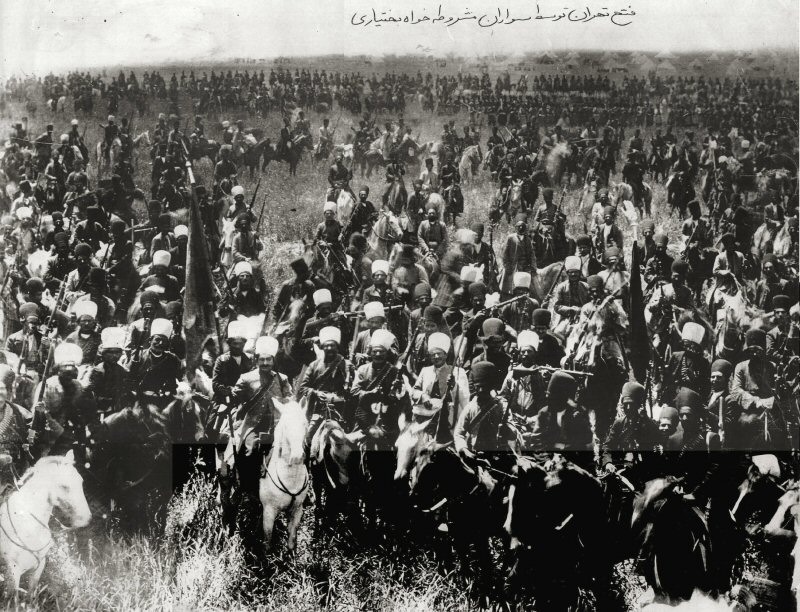
Бахтіарський контенгент під час завоювання Тегерана заради повернення конституції

## Мова
Розмовляють на бахтіарських діалектах фарсі північно-західної гілки іранських мов (в той час як сама фарсі належить до південно-західної гілки). Бахтіарський діалект не існує як єдине лінгвістичне ціле, бо відомо безліч його варіантів у вигляді різних прислівників та говірок, які сильно розрізняються за словниковим фондом, фонетикою та навіть граматичним ладом. Частина бахтіар говорить на тюркських мовах, близьких мові кашкайців. Писемність — на основі арабської графіки.

## Загальні відомості
Бахтіар сповідують іслам шиїтського напрямку (імаміти). Незначна частина з них прихильники сект алі-ілляхі та німаттуло.
Антропологічно належать до індо-середземноморської раси великої європеоїдної раси, з окремими рисами балкано-кавказької раси. Енциклопедичний словник Брокгауза та Ефрона, що видавався в Російської імперії наприкінці XIX — початку XX століть, давав такий опис бахтіарів: «Це сильне, загартоване плем'я, з темним кольором шкіри та чорним волоссям; від персів відрізняється похилим чолом та високою потилицею».

### Культура

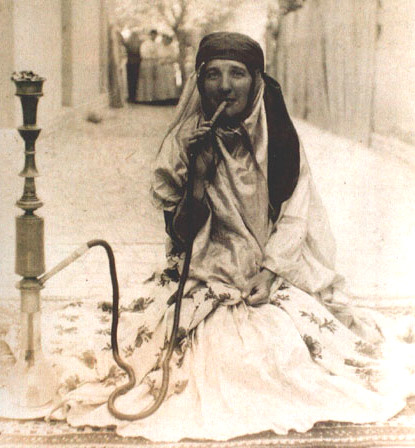
Шотландський лікар у бахтіарському костюмі, близько 1909

Письмова література на бахтіарських діалектах представлена достатньо слабо, але, певною мірою, відомі вірші, написані на луро-бахтіарських діалектах, середньовічного поета-суфія Баба Тахер Орьяна (помер у 1010) . В. А. Жуковський наводить слова бахтіарів:«Ми, хвилюється море, і пісням нашим немає кінця; якби зібрати все, що живе нині, що дісталася нам від предків та постійно знову народжується в устах народу, то складеться не одна і не дві Шах-наме якогось Фірдоусі!». Серед сучасних бахтіарських поетів та прозаїків відомі Джемшид Амір Бахтіар, Салар Зафар Хан, Незам-е Бахтіарі, Ахмедіє Бахтіарі.
Музика та пісні бахтіарів відрізняються як від перських, так і від лурських, і носять яскраво виражений національний характер. Народними музичними інструментами є туйдук, двосторонній барабан та ріжки. На думку спостерігачів, національні танці нагадують давньогрецькі, у чому автори вбачають результат впливу культури грецьких колоній, які існували в Бахтіарі при Селевкідах.

### Традиційні заняття
Скотарство розвинене краще, ніж рільництво, до землеробства багато бахтіарів долучилися недавно, і в племенах до нього зберігається зневажливе ставлення. Кочівники пасуть велику молочну худобу, коней, мулів. Велика рогата худоба та верблюди, які малопридатні для кочівель в гірських місцевостях, є переважно в господарстві осілих бахтіарів. Коней, мулів та ослів розводить і кочове, і осіле населення. Бахтіари почали всерйоз займатися землеробством лише до початку XX століття, коли воно стало перетворюватися на високотоварну галузь господарства внаслідок підвищення на світовому ринку попиту на опійний мак, тютюн та бавовну. Нині землеробство, за винятком високогірних районів, розвинене майже повсюдно. У осілих бахтіар, як у недавніх кочівників, знаряддя та техніка обробки землі примітивніша, ніж у більшості населення інших районів Ірану. Поля не підживлюють, жителі не мають достатньо навичок спорудження іригаційних систем, тому розбрати з приводу води — справа звичайна. (Трубецькой 1966: 112)
За винятком килимарства кустарне виробництво в племенах розвинене слабо. У глухих районах Бахтіару і донині виробляються для власних потреб основні знаряддя праці, одяг і предмети домашнього вжитку. Однак промислова продукція все ширше проникає в побут племен, що підриває місцеві промисли. У селах Бахтіару є ковалі, мідники, зброярі, шорники, ткачі, шевці, каменярі, багато з них ще пов'язані з сільськогосподарським виробництвом. Є й племена професійних ремісників, в яких зберігається свого роду цехова організація. Килимове виробництво племен, сильно підірване під час світової кризи 1929—1933 знову почало оживати в повоєнні роки. Крім килимів виробляють грубу вовняну тканину, а також кошми, повстяні шапки, тканинне взуття, паласи. Достатньо широко розвинені розраховані на ринок промисли — збір лікарських трав, дикого меду, диких фруктів, чеканка, вироби з дерева та ін. З розвитком товарно-грошових відносин великих масштабів досягло відходництво. Багато бахтіарів працюють влітку на будівництві доріг, вантажниками на станціях та пристанях. Лури та бахтіари становлять більшість низькооплачуваної робочої сили на південних нафтопромислах. (Трубецькой 1966: 115)

### Їжа
Основна їжа — баранина, молоко, овечий сир, топлений жир. (Родіонова 2007: 91)

### Традиційне житло
Житло кочівників — намети з козячої вовни, напівкочівники живуть в куренях, осілі бахтіари — в кам'яних та глинобитних будинках, уступами розташованих по гірських схилах. (Родіонова 2007: 92)

### Традиційний одяг
Традиційний одяг бахтіарів схожий з перським (біла сорочка, безрукавка, каптан, тощо.); відмінності чоловічого костюма — повстяна шапка (схожа на лурську), широкі шаровари. Жінки одягаються яскраво — кілька спідниць різного кольору, строкаті шалі. Носять старовинні національні прикраси — намиста із старовинних монет, кільця та браслети. Деякі жінки носять в ніздрях невелику срібну розетку, а на лобі і підборідді кілька точок тату. (Родіонова 2007: 92)

## Соціально-суспільний уклад
Бахтіарські племена поділяються на дві основні групи: хафтленг («сім ніг») та чахарленг («чотири ноги»). Однак кілька племен не входять в одну з цих груп. Розкол бахтіарських племен на дві основні групи стався в 1529 .
Сімейні стосунки у бахтіар зберігають патріархальний характер, хоча патріархальні устої вже значно підірвані. Переважає парна родина, яка живе іноді спільно зі старими батьками. Ще трапляються родини в 60 і більше осіб, які ведуть спільне господарство та складають об'єднання в 2 — 3 намети. Родинні зв'язки у бахтіар вкрай міцні, навіть у містах вони живуть тісним колом. Продовжувачами роду вважаються лише сини. У питаннях спадщини вони мають перевагу не лише перед сестрами, але й перед матір'ю. Вважається вкрай негожим видавати дівчат заміж за іновірців або небахтіар. Соціальні групи бахтіарського суспільства в силу суворих шлюбних регламентацій та обмежень мають станово-кастовий характер. Ця станова структура в основних рисах загальна для більшості племен південного Загросу. У бахтіар існують такі стани: ільхані (3 правлячих роди), калантари та хани, кедхода, райати (рядові члени племені), і нижчий стан (ремісники та вихідці з інших племен) (Трубецькой 1966: 152). За відгуком Туманського «лури та бахтіяри представляють всі ступені осілості, починаючи від цілком осілих, що сприйняли цілком мусульмансько-перську культуру, і кінчаючи бродячими, навіть не мають організації звичайних кочівників».
Сер Роулінсон таким чином схарактеризував бахтіарів: «… вони дики і жорстокі і не вважають себе зв'язаними клятвою, якщо від цього може постраждати борг помсти. У Персії, втім, про них ходить приказка, що вони повинні утримуватися від проголошення молитви за померлих, оскільки інакше їм довелося б лише молитися» .
Бахтіарські жінки володіють більшими правами та свободами, ніж більшість іранських жінок. Багато дівчат процвітаючих сімей прагнуть отримати хоча б початкову освіту. Чимало знаменитих іранських політиків має бахтіарське походження.

## У культурі
- Про Бахтіар в США зняті два документальних фільми «Пасовище: Боротьба народу за життя» (1925)[12] і"Люди Вітру" (1976)[13], що розповідають про важкі умови переходу людей через гірські перевали на пасовища.

## Відомі представники
- Теймур Бахтіяр — директор шахської служби САВАК (1957–1961), генерал.
- Шапур Бахтіяр — останній прем'єр-міністр шахського Ірану (1979).
- Бехнуш Бахтіярі — актриса.
- Ассад Сардар — ватажок племені хафтленг, один з видних діячів Конституційної революції в Ірані.
- Сорайя Есфандіарі-Бахтіар (по батькові) — друга дружина останнього шаха Ірану Мохаммад Реза Пехлеві, племінниця Сардара Ассада.